# Jesús del Gran Poder (Sevilla)
La representación de Jesús del Gran Poder de Sevilla es una escultura realizada en madera policromada de 1,81 metros de alto, obra del cordobés Juan de Mesa fechada en el año 1620. Es titular de la Hermandad del Gran Poder de Sevilla. Es la imagen con mayor devoción de la ciudad, por lo que se le conoce por el sobrenombre de "Señor de Sevilla". Existen otras imágenes con la misma advocación en diferentes lugares de España y América.

## Características
Es una talla realizada en madera de cedro con la peana en pino de segura, de una medida cercana a los dos metros, distorsionada por el efecto de su posición, la cual exalta su dinamismo y realismo. La imagen está realizada en madera policromada, es una talla completa concebida como una imagen para vestir, es decir para presentarse al culto cubierta con una túnica. Por ello las partes visibles como la cabeza, la corona de espinas, las manos y piernas a partir de las rodillas se encuentran talladas en gran detalle, mientras que el resto del cuerpo es únicamente un boceto.  Los brazos son articulados a nivel de hombros y codos, lo que permite colocar la imagen en varias posiciones, generalmente con las manos unidas cuando se encuentra expuesto en su basílica, o con los brazos separados cuando está integrado en el paso y porta la cruz.
La talla está pensada para representar la escena evangélica en la que Jesús marcha camino del Calvario portando la cruz con las 2 manos. La pierna izquierda está adelantada con un paso de gran amplitud y la rodilla flexionada. El cuerpo está inclinado hacia delante para soportar el peso, la pierna derecha sin embargo está en posición retrasada, quedando el talón del pie derecho ligeramente elevado en relación con el suelo. El rostro tiene forma de óvalo, mostrando pómulos marcados, con cejas gruesas, estando la izquierda atravesada por una espina de la corona. La mirada se dirige hacia abajo y la boca se muestra a medio abrir, dejando visibles dientes y lengua. La policromía presenta deficiencias en la conservación de su integridad, lo que a lo largo de los años ha aumentado la referencia a su aspecto doliente.
Respecto a su advocación cabe señalar que aunque existen algunos registros documentales antiguos que hacen referencia al término "Poder" fue a partir de 1709 cuando se oficializó tras perder la Hermandad del Traspaso un pleito contra la Hermandad del Silencio. Esta corporación quería evitar la doble advocación de Jesús Nazareno, quedando por dicha sentencia judicial fijada la actual advocación oficial de la imagen. 

## Estación de penitencia
Jesús del Gran Poder hace estación de penitencia junto con la Virgen del Mayor Dolor y Traspaso, formando el cortejo de la Hermandad del Gran Poder de Sevilla, que sale a la calle en la madrugada del Viernes Santo. Inicia el recorrido partiendo de su Basílica o desde San Lorenzo ,aproximadamente a la 1 de la madrugada, llegando a la Plaza de la Campana, donde se inicia la Carrera Oficial, a las 2 de la madrugada, recogiéndose al amanecer.
El cortejo del Gran Poder comparte noche con 5 hermandades: El Silencio, La Macarena, El Calvario, La Esperanza de Triana y Los Gitanos.